# Urjit Patel
Urjit Patel (Nairobi, 28 de octubre de 1963) es un economista indio que ocupó el cargo de 24.º gobernador del Banco de la Reserva de la India (RBI) del 4 de septiembre de 2016 al 10 de diciembre de 2018. Anteriormente, como vicegobernador del RBI designado por el gobierno de la UPA, se ocupó de la política monetaria y la investigación económica, mercados financieros, estadísticas y gestión de la información. Nombrado por el gobierno de la NDA, Patel sucedió a Raghuram Rajan como gobernador del RBI el 4 de septiembre de 2016. Renunció a su cargo el 10 de diciembre de 2018, siendo el primer gobernador del RBI en manifestar razones personales como factor determinante de su dimisión. Es el quinto gobernador RBI que renunció a su cargo antes de que terminara su mandato en septiembre de 2019.

## Trayectoria
Después de obtener su doctorado, Patel se unió al Fondo Monetario Internacional (FMI) en 1990, donde trabajó en los escritorios de EE. UU., India, Bahamas y Myanmar hasta 1995. Posteriormente pasó a la delegación del FMI al Banco de Reserva de la India. (RBI), donde desempeñó un papel de asesor en el desarrollo del mercado de deuda, reformas del sector bancario, reformas de los fondos de pensiones y focalización del tipo de cambio real. Entre 2000 y 2004, Patel trabajó con varios comités de alto nivel a nivel del gobierno central y estatal:
- Grupo de trabajo sobre impuestos directos
- Grupo de trabajo sobre infraestructura del primer ministro
- Grupo de Ministros sobre Asuntos de Telecomunicaciones
- Comité de Reformas de la Aviación Civil
- Grupo de Expertos en Juntas Estatales de Electricidad
- Grupo de expertos de alto nivel sobre el sistema de pensiones de los servicios civiles y de defensa
- Comisión de Competencia de la India

El 11 de enero de 2013, Patel fue nombrado vicegobernador del RBI por un período de tres años; fue designado para otro mandato de tres años en enero de 2016 El 20 de agosto de 2016, fue nombrado gobernador del Banco de la Reserva de India (RBI). Durante su mandato, el Gobierno de la India desmonetizó los billetes de 500 y 1000 rupias de la serie Mahatma Gandhi, con la intención declarada de frenar la corrupción, el dinero negro, la moneda falsa y el terrorismo a partir del 9 de noviembre de 2016. El 10 de diciembre de 2018 a las 17:15 hrs IST, Urjit Patel renunció al cargo de gobernador del Banco de la Reserva de la India (RBI) con efecto inmediato.

## Controversias
Aunque Patel citó razones personales para renunciar a RBI, los expertos han opinado que se vio obligado a retirarse debido a serias diferencias con el Gobierno de la India. Este último quería más dinero del RBI para financiar su déficit fiscal, lo que Patel no aceptó, citando el requisito de estabilidad financiera a largo plazo. En agosto de 2019, Nitin Gadkari avivó la controversia cuando afirmó que había aconsejado al ministro de Finanzas de la Unión que "echara" al gobernador del RBI porque este último era inflexible e inflexible.